# Aitor Hernández
Aitor Hernández Gutiérrez (Ermua, Vizcaya, 24 de enero de 1982) es un ciclista profesional español. Es profesional desde 2004.

## Trayectoria
Inició su carrera en el ciclocrós. En 2003 se pasó a la competición de carretera.
Como profesional, su actuación más destacada fue la consecución del premio de la montaña de la Vuelta al País Vasco 2007. En la Euskal Bizikleta de 2005 obtuvo un segundo y un tercer puesto en dos etapas.
A finales de 2010, sabiendo que no iba a continuar en la disciplina del Euskaltel-Euskadi, volvió al ciclocrós, donde su actuación más destacada fue el Campeonato de Vizcaya que ganó. Fichando definitivamente por la sección de Orbea de ciclocrós y con el apoyo de otros patrocinadores a partir del 2011 donde en el 2012 se hizo con la carrera profesional del Cyclo-cross de Karrantza como primer resultado destacado. El 12 de enero de 2013 ganó el Campeonato de España de Ciclocrós en Navia.
En 2013 hizo una apuesta por la disciplina, centrándose en la misma con el apoyo de sus patrocinadores principales: Specialized, Garmar y el Ayuntamiento de Ermua formando su propio equipo con él como único integrante. Gracias a esos apoyos consiguió formar parte del reducido grupo de ciclistas españoles que son profesionales en esa especialidad junto a Javier Ruiz de Larrinaga.

## Palmarés
2012
- Cyclo-cross de Karrantza
- Ciclocross de Igorre
- Ciclocross Ciudad de Valencia

2013
- Campeonato de España de Ciclocrós
- Gran Premio Ayuntamiento de Ispáster
- Cyclo-cross de Karrantza
- Ciclocross de Igorre
- Ciclocross Ciudad de Valencia
- Ciclocross de Llodio

2014
- 2.º en el Campeonato de España de Ciclocrós
- Cyclo-cross de Karrantza
- Ciclocross Ciudad de Valencia
- Ciclocross de Llodio
- Ciclocross de Elorrio

2015
- Campeonato de España de Ciclocrós
- Cyclo-cross de Karrantza
- Ciclocross de Llodio

2016
- Trofeo Joan Soler de Ciclocross

2018
- 3.º en el Campeonato de España de Ciclocrós

2019
- Campeonato de Bizkaia XCO en Ortuella

## Resultados en Grandes Vueltas y Campeonato del Mundo
Durante su carrera deportiva ha conseguido los siguientes puestos en las Grandes Vueltas y en los Campeonatos del Mundo en carretera:
| Carrera              | Carrera              | 2004 | 2005 | 2006  | 2007 | 2008 | 2009 | 2010 | 2011 | 2012 | 2013 | 2014 | 2015 | 2016 | 2017 | 2018 |
| -------------------- | -------------------- | ---- | ---- | ----- | ---- | ---- | ---- | ---- | ---- | ---- | ---- | ---- | ---- | ---- | ---- | ---- |
|                      | Giro de Italia       | —    | —    | —     | Ab.  | —    | —    | —    | —    | —    | —    | —    | —    | —    | —    | —    |
|                      | Tour de Francia      | —    | —    | 134.º | —    | —    | —    | —    | —    | —    | —    | —    | —    | —    | —    | —    |
|                      | Vuelta a España      | —    | —    | —     | 81.º | —    | 96.º | —    | —    | —    | —    | —    | —    | —    | —    | —    |
| Mundial de Ciclocrós | Mundial de Ciclocrós | —    | —    | —     | —    | —    | —    | —    | —    | 52.º | 23.º | 39.º | 34.º | —    | 48.º | 45.º |

—: no participa

Ab.: abandono

## Equipos

### Carretera
- LPR Brakes (2004-2005)
- Euskaltel-Euskadi (2006-2010)

### Ciclocrós
- Orbea (2011-2013)
- Specialized-Ermua (2013-2017)